# Matteo Egizio
Matteo Egizio, connu sous le pseudonyme de Matthaeus Aegyptius, né à Naples le 23 janvier 1674 et mort le 29 novembre 1745 dans la même ville, est un aristocrate, philologue et érudit napolitain qui a publié à Naples en 1729 un édit du Sénat réglementant les Bacchanales, le Senatus Consultum de Bacchanalibus. En 186 av. J.-C., il avait été envoyé dans toute l'Italie, gravé sur des tables de bronze. L'une d'elles est retrouvée en 1640 à Tiriolo en Calabre par le prince Jean-Baptiste Cigala lors de travaux de construction d'un palais de justice. Elle est conservée à Vienne, au Kunsthistorisches Museum.

## Biographie
Matteo Egizio naquit à Naples le 23 janvier 1674, d’une famille estimée, originaire de Gravina. Après ses premières études, il étudia le grec sous Gregorio Messere, célèbre professeur, puis la philosophie qu’il appliqua à l’étude de la médecine, et enfin le droit, dans lequel il fit de si grands progrès qu’en très peu de temps il obtint le bonnet de docteur. Egizio, s’étant fait des protecteurs, fut nommé agent des fiefs que possédait le prince Borghese. Il fut bientôt créé auditeur du duché de Matalona, et se conduisit si bien dans cette place que, pour reconnaître les services qu’il avait rendus, on le nomma secrétaire de la ville. Sa réputation, qui prenait chaque jour un accroissement nouveau, parvint auprès du prince Della Torella, que le roi des Deux-Siciles envoyait à l’ambassade de France. Ce prince présenta Egizio pour être secrétaire d’ambassade en 1735. Louis XV fut si content des manières d’Egizio qu’il lui fit présent d’une chaîne d’or avec une médaille qui, d’un côté, représentait le monarque, et, de l’autre, contenait le motif de la donation. De retour à Naples, le roi Charles de Bourbon le nomma bibliothécaire de la bibliothèque royale et ensuite, en 1745, l’honora du titre de comte pour lui et ses descendants. Egizio mourut la même année.

## Œuvres

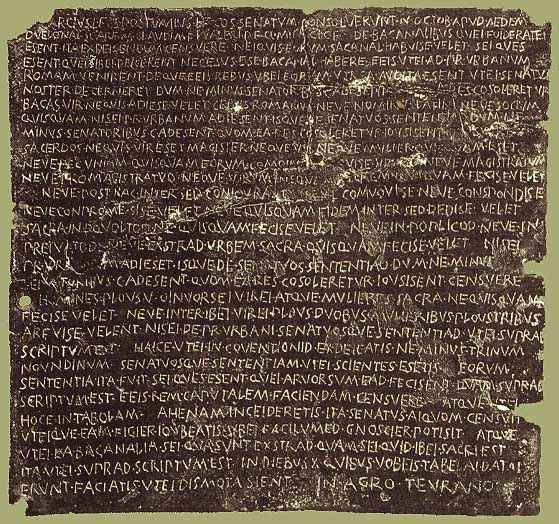
L'inscription découverte en 1640 à Tiriolo. Vienne, Kunsthistorisches Museum.

Ce qui a le plus contribué à la réputation de ce savant, ce fut la connaissance profonde qu’il avait acquise dans l’explication des monuments antiques. L’empereur Charles VI le chargea d’expliquer un bronze qui contenait une défense du Sénat pour la célébration des bacchanales, et qui lui avait été donné par le prince del Trido. Egizio composa à cette occasion un savant commentaire sous ce titre : Senatus consulti de Bacchanalibus sive æneæ vetustæ tabulæ Musei Cæsarei Vindobonensis explicatio, Naples, 1729, grand in-4°, fig., qui a été inséré dans le supplément donné par Giovanni Poleni au Trésor des antiquités grecques et romaines. Cet ouvrage, qui obtint l’assentiment général de tous les antiquaires, lui valut de la part de l’empereur une collection de médailles et de médaillons d’or. Il en avait recueilli un grand nombre, ainsi que des inscriptions, et se proposait d’en publier l’explication. Il n’eut pas le temps d’achever cet ouvrage, dans lequel il comptait faire de nombreuses corrections sur le recueil de Gruter.
Il a publié en italien, en latin et en français.
Egizio a laissé aussi :
- Lettera in difesa dell’inscrizione per la statua equestre di Filippo V, Naples, 1706, in-4°.
- Memoriale cronologico della storia ecclesiastica, traduit du français de Guillaume Marcel, Naples, 1713.
- Opere varie di Sertorio Quattromani, con annotazioni, ibid., 1714, in-8°.
- Senatusconsulti de Bacchanalibus. Sive aeneae vetustae Tabulae Musei Caesarei Vindobonensis explicatio, Napoli, Felicem Muscam, 1729.
- Serie degl’Imperatori Romani, 1736.
- Lettre amiable d’un Napolitain à M. l’abbé Lenglet du Fresnoy, par laquelle il est prié de corriger quelques endroits de sa Géographie touchant le royaume de Naples, Paris, 1738, in-12 ; id. traduit en italien, Naples, 1750, in-8°. Cette Lettre est écrite d’un ton si honnête, qu’elle valut au critique l’amitié de l’auteur critiqué.
- Plusieurs dissertations (Opuscoli) recueillies en un volume in-4°, Naples, 1751, in-4° ; on y trouve une courte notice sur sa vie. On trouve aussi l’éloge de ce savant dans l’Histoire littéraire d’Italie par Tiraboschi.